# Maria Esperanza de Bianchini
Maria Esperanza Medrano de Bianchini ou simplesmente Maria Esperanza, (Barrancas del Orinoco, 22 de novembro de 1928 – Long Beach Island, 7 de agosto de 2004), foi uma mística venezuelana conhecida por testemunhar aparições da Virgem Maria. É considerada serva de Deus pela Igreja Católica.

## Biografia
Nascida em 22 de novembro de 1928, em Barrancas, Venezuela, Maria Esperanza de Bianchini era mãe de sete filhos e avó de 20 crianças.
Enquanto Maria Esperanza considerava se tornar freira, foi revelado a ela em uma visão em 3 de outubro de 1954, que sua vocação era para a vida matrimonial. Em uma visão de São João Bosco, foi-lhe revelado que ela encontraria seu esposo pela primeira vez em 1º de novembro de 1955, o que de fato teria acontecido. Ela era particularmente devota de Santa Teresinha. Desde sua juventude, Maria Esperanza viveu uma vida de virtude e fidelidade a Deus e recebeu os dons do conhecimento sobrenatural, cura, visões, discernimento de espíritos, locução, êxtase, levitação, o odor da santidade, os estigmas e a capacidade de ler os corações dos outros. Testemunhas afirmam tê-la visto levitando durante a missa e se envolvendo em bilocação. Maria Esperanza também teria recebido a direção espiritual e o manto do Padre Pio, e recebeu na presença do seu marido uma visitação bilocalizada do mesmo sacerdote no dia anterior à sua morte.
Em 1979, ela criou a Fundação Betânia, um movimento leigo destinado a evangelizar, educar e desenvolver o bem-estar da sociedade e a vida familiar, e promover a justiça social. Sua família continua ainda a dirigir a instituição.

## Aparições

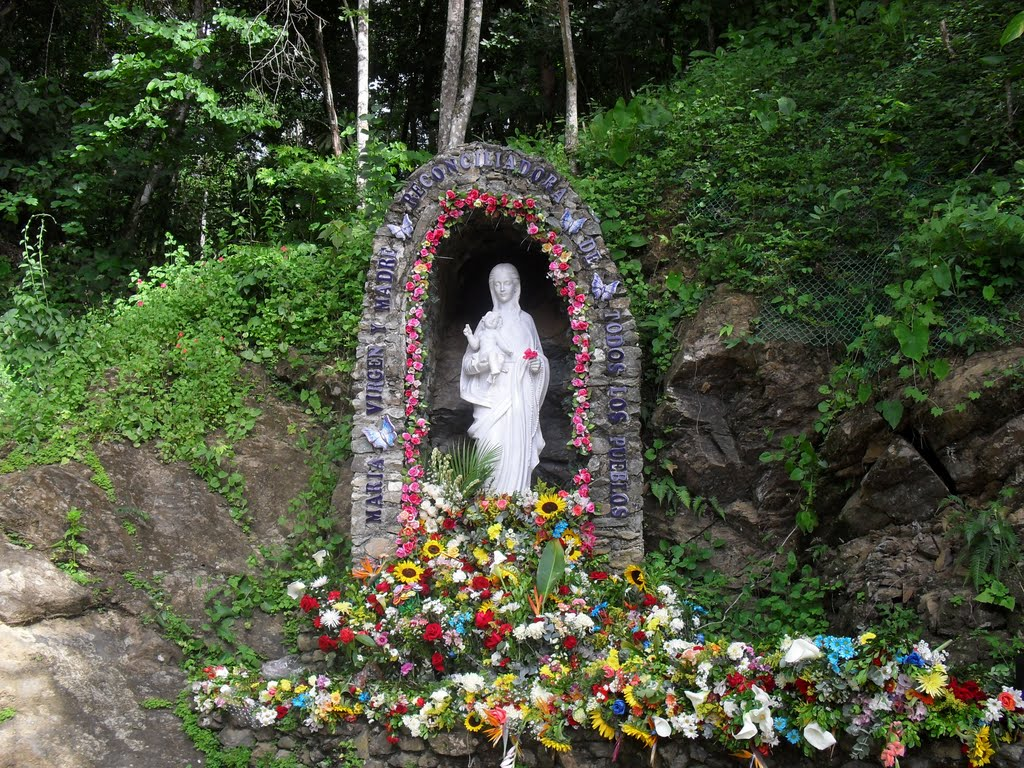
O local da primeira aparição em Finca Betania

Maria Esperanza teria visto a primeira aparição da Virgem Maria em 1976. Nas aparições, Maria se intitulou como "A Virgem e Mãe, Reconciliadora de todos os povos e nações". Ela se tornou uma figura de renome mundial após as aparições. Foi relatado que Maria Esperanza e mais de 150 pessoas testemunharam juntas uma das aparições no dia 25 de agosto de 1984, na fazenda Finca Betania, que ela e seu marido adquiriram em 1974, motivando a abertura de uma investigação sobre a origem dos fenômenos. No ano de 1987, as aparições marianas foram aprovadas pelo bispo de Los Teques, dom Pio Bello Ricardo, após uma consulta com o cardeal Joseph Ratzinger (futuro Papa Bento XVI), que era prefeito da Congregação para a Doutrina da Fé na época.

## Beatificação
Em 31 de janeiro de 2010, na catedral de São Francisco de Assis em Metuchen, Nova Jersey, foi aberto o processo de beatificação e canonização de Maria Esperanza pelo bispo Paul Gregory Bootkoski da Diocese de Metuchen, ato que lhe deu o título de serva de Deus.